# Cal Massey
Calvin Massey (Philadelphia (Pennsylvania), 11 januari 1928 – New York, 25 oktober 1972) was een Amerikaanse jazztrompettist, -toetsenist en componist.

## Biografie
Massey studeerde trompet bij Freddie Webster en behoorde daarna tot de bigbands van Jay McShann, Jimmy Heath en Billie Holiday. Daarna concentreerde hij zich vooral op het componeren. Hij schreef nummers voor o.a. John Coltrane (Bakai), Freddie Hubbard (Assunta, Father and Son), Jackie McLean (Message from Trane), Lee Morgan, Philly Joe Jones (Fiesta) en Archie Shepp (Cry of My People). Eind jaren 1950 leidde Massey een band met Jimmy Garrison, McCoy Tyner en Tootie Heath, waarmee hij zijn eigen composities uitvoerde. In 1961 bracht hij het album Blues to Coltrane uit (met Patti Bown, Hugh Brodie, Jimmy Garrison, Wilbert G.T. Hogan en Julius Watkins). Van 1969 tot zijn dood werkte hij met Archie Shepp en Romulus Franceschini. Massey's zoon, de tenor en sopraansaxofonist Zane Massey, houdt ook het repertoire van zijn vader in zijn bands in ere.

## Overlijden
Cal Massey overleed in oktober 1972 op 44-jarige leeftijd.